# Cuzcurrita de Río Tirón
Cuzcurrita de Río Tirón település Spanyolországban, La Rioja autonóm közösségben. Cuzcurrita de Río Tirón Sajazarra, Cihuri, Casalarreina, Tirgo, Baños de Rioja, Ochánduri, Treviana és Fonzaleche községekkel határos. Lakosainak száma 549 fő (2024).

## Népesség
A település népessége az elmúlt években az alábbi módon változott:
| Lakosok száma | 485  | 420  | 497  | 551  | 510  | 496  | 496  | 493  | 526  | 549  |
|               | 2001 | 2004 | 2007 | 2009 | 2012 | 2014 | 2017 | 2019 | 2022 | 2024 |